# Aspilota minima
Aspilota minima är en stekelart som först beskrevs av Thomson 1895.  Aspilota minima ingår i släktet Aspilota och familjen bracksteklar. Arten är reproducerande i Sverige. Inga underarter finns listade.